# 1. Novoborský ŠK
1. Novoborský ŠK, odnosno AVE Novy Bor, češki šahovski klub iz Novog Bora. Europski klupski šahovski doprvak za 2019. godinu. Za momčad doprvaka koja je sudjelovala na turniru u Ulcinju nastupili su velemajstori Pentala Harikrishna, Gujrathi Vidit Santosh, David Navara, Markus Ragger, Krishnan Sasikiran, Mateusz Bartel, Vlastimil Babula i međunarodni majstor Tadeas Kriebel.